# Gypse antéludien
 (janvier 2017).
 (janvier 2017).
Si vous disposez d'ouvrages ou d'articles de référence ou si vous connaissez des sites web de qualité traitant du thème abordé ici, merci de compléter l'article en donnant les références utiles à sa vérifiabilité et en les liant à la section « Notes et références ».
Paris est construit par endroits sur de nombreuses zones ou subsistent des poches de gypse antéludien. Le gypse est une roche dans laquelle des cavités peuvent se former par dissolution à cause des eaux d'infiltration, ce qui présente un risque naturel dans les zones construites. Le Ludien est un âge géologique, compris entre −38,0 et −33,9 Ma, environ.
Il est possible de visualiser ces zones sur des sites thématiques d'urbanisme.